# Tour de Flandes 2021
El Tour de Flandes 2021 fou l'edició número 105 del Tour de Flandes. Es disputà el 4 d'abril de 2021 sobre un recorregut de 254,3 km entre Anvers i Oudenaarde. La cursa formava part de l'UCI World Tour 2021.
La cursa fou guanyada pel danès Kasper Asgreen (Deceuninck-Quick Step), que s'imposà a l'esprint al seu company d'escapada, Mathieu van der Poel (Alpecin-Fenix), en l'arribada a Oudenaarde. Greg Van Avermaet (AG2R Citroën Team) completà el podi en imposar-se en l'esprint dins el grup perseguidor.

## Recorregut

### Cotes
19 murs són programats en aquesta edició, la major part d'ells coberts amb llambordes.
| Núm. | Nom               | Km    | Ferm       | Llargada (m) | Pendent mitjana (%) | Pendent màxima (%) |
| ---- | ----------------- | ----- | ---------- | ------------ | ------------------- | ------------------ |
| 1    | Katteberg         | 102,2 | llambordes | 600          | 6%                  | 8%                 |
| 2    | Oude Kwaremont    | 121,2 | llambordes | 2.200        | 4%                  | 11,6%              |
| 3    | Kortekeer         | 131,7 | asfalt     | 1.260        | 6,4%                | 17,1%              |
| 4    | Eikenberg         | 139,4 | asfalt     | 1.200        | 5,2%                | 10%                |
| 5    | Wolvenberg        | 142,5 | asfalt     | 645          | 7,9%                | 17,3%              |
| 6    | Molenberg         | 152,4 | asfalt     | 463          | 7%                  | 12%                |
| 7    | Marlboroughstraat | 156,4 | asfalt     | 2.040        | 3%                  | 7%                 |
| 8    | Berendries        | 160,4 | asfalt     | 940          | 7%                  | 12,3%              |
| 9    | Valkenberg        | 165,8 | asfalt     | 550          | 8,2%                | 13%                |
| 10   | Berg Ten Houte    | 178,2 | llambordes | 1.100        | 6%                  | 21%                |
| 11   | Kanarieberg       | 183,7 | asfalt     | 1.000        | 7,7%                | 14%                |
| 12   | Oude Kwaremont    | 199,7 | llambordes | 2.200        | 4%                  | 11,6%              |
| 13   | Paterberg         | 203,1 | llambordes | 360          | 12,9%               | 20,3%              |
| 14   | Koppenberg        | 209,7 | llambordes | 600          | 11,6%               | 22%                |
| 15   | Steenbeekdries    | 215,1 | llambordes | 700          | 5,3%                | 6,7%               |
| 16   | Taaienberg        | 217,6 | llambordes | 530          | 6,6%                | 15,8%              |
| 17   | Kruisberg-Hotond  | 227,8 | llambordes | 2.500        | 5%                  | 9%                 |
| 18   | Oude Kwaremont    | 237,6 | llambordes | 2.200        | 4%                  | 11,6%              |
| 19   | Paterberg         | 241,1 | llambordes | 360          | 12,9%               | 20,3%              |

### Sectors de llambordes
Els ciclistes hauran de superar 7 sectors de llambordes repartits entre 130 quilòmetres.
| Núm. | Nom                | Km    | Llargada |
| ---- | ------------------ | ----- | -------- |
| 1    | Lippenhovestraat   | 85,8  | 1.300    |
| 2    | Paddestraat        | 87,2  | 1.500    |
| 3    | Holleweg           | 103   | 1.500    |
| 4    | Holleweg           | 142,6 | 1.500    |
| 5    | Karel Martelstraat | 143,8 | 2.400    |
| 6    | Jagerij            | 146,2 | 800      |
| 7    | Mariaborrestraat   | 213,8 | 2.400    |

## Equips
En ser el Tour de Flandes una prova de l'UCI World Tour, els 19 World Tour són automàticament convidats i obligats a prendre-hi part. A banda foren convidats a prendre-hi part sis UCI ProTeams.
| WorldTeams (19)- AG2R Citroën Team - Astana-Premier Tech - Bahrain Victorious - Bora-Hansgrohe - Cofidis - Deceuninck-Quick Step - EF Education-Nippo - Groupama-FDJ - Ineos Grenadiers - Intermarché-Wanty-Gobert Matériaux - Israel Start-Up Nation - Jumbo-Visma - Lotto Soudal - Movistar Team - Qhubeka Assos - Team BikeExchange - Team DSM - Trek-Segafredo - UAE Team Emirates ProTeams (6)- Alpecin-Fenix - Total Direct Énergie - Bingoal Pauwels Sauces WB - Arkéa-Samsic - Sport Vlaanderen-Baloise - B&B Hotels p/b KTM |
| |

## Classificació final
| \| Classificació general \| Classificació general \| Classificació general \| Classificació general \| Classificació general \| \| Corredor \| Corredor \| Equip \| Temps \| \| \| --------------------- \| --------------------- \| ---------------------------------- \| --------------------- \| --------------------- \| \| 1r \| Kasper Asgreen \| Deceuninck-Quick Step \| 6h 02' 12" \| \| \| 2n \| Mathieu van der Poel \| Alpecin-Fenix \| + 0" \| \| \| 3r \| Greg Van Avermaet \| AG2R Citroën Team \| + 32" \| \| \| 4t \| Jasper Stuyven \| Trek-Segafredo \| + 33" \| \| \| 5è \| Sep Vanmarcke \| Israel Start-Up Nation \| + 47" \| \| \| 6è \| Wout van Aert \| Jumbo-Visma \| + 47" \| \| \| 7è \| Gianni Vermeersch \| Alpecin-Fenix \| + 47" \| \| \| 8è \| Anthony Turgis \| Total Direct Énergie \| + 47" \| \| \| 9è \| Florian Sénéchal \| Deceuninck-Quick Step \| + 47" \| \| \| 10è \| Dylan van Baarle \| Ineos Grenadiers \| + 47" \| \| \| 11è \| Christophe Laporte \| Cofidis \| + 47" \| \| \| 12è \| Tiesj Benoot \| Team DSM \| + 49" \| \| \| 13è \| Dimitri Claeys \| Qhubeka Assos \| + 2' 15" \| \| \| 14è \| Marcus Burghardt \| Bora-Hansgrohe \| + 2' 15" \| \| \| 15è \| Peter Sagan \| Bora-Hansgrohe \| + 2' 15" \| \| \| 16è \| Danny van Poppel \| Intermarché-Wanty-Gobert Matériaux \| + 2' 15" \| \| \| 17è \| Yves Lampaert \| Deceuninck-Quick Step \| + 2' 15" \| \| \| 18è \| Alexander Kristoff \| UAE Team Emirates \| + 2' 15" \| \| \| 19è \| Tom Van Asbroeck \| Israel Start-Up Nation \| + 2' 15" \| \| \| 20è \| Heinrich Haussler \| Bahrain Victorious \| + 2' 15" \| \| |                      |                                    |            |
| |                      |                                    |            |
| Font: ProCyclingStats |                      |                                    |            |
| Classificació general |                      |                                    |            |
| Corredor | Corredor             | Equip                              | Temps      |
| 1r | Kasper Asgreen       | Deceuninck-Quick Step              | 6h 02' 12" |
| 2n | Mathieu van der Poel | Alpecin-Fenix                      | + 0"       |
| 3r | Greg Van Avermaet    | AG2R Citroën Team                  | + 32"      |
| 4t | Jasper Stuyven       | Trek-Segafredo                     | + 33"      |
| 5è | Sep Vanmarcke        | Israel Start-Up Nation             | + 47"      |
| 6è | Wout van Aert        | Jumbo-Visma                        | + 47"      |
| 7è | Gianni Vermeersch    | Alpecin-Fenix                      | + 47"      |
| 8è | Anthony Turgis       | Total Direct Énergie               | + 47"      |
| 9è | Florian Sénéchal     | Deceuninck-Quick Step              | + 47"      |
| 10è | Dylan van Baarle     | Ineos Grenadiers                   | + 47"      |
| 11è | Christophe Laporte   | Cofidis                            | + 47"      |
| 12è | Tiesj Benoot         | Team DSM                           | + 49"      |
| 13è | Dimitri Claeys       | Qhubeka Assos                      | + 2' 15"   |
| 14è | Marcus Burghardt     | Bora-Hansgrohe                     | + 2' 15"   |
| 15è | Peter Sagan          | Bora-Hansgrohe                     | + 2' 15"   |
| 16è | Danny van Poppel     | Intermarché-Wanty-Gobert Matériaux | + 2' 15"   |
| 17è | Yves Lampaert        | Deceuninck-Quick Step              | + 2' 15"   |
| 18è | Alexander Kristoff   | UAE Team Emirates                  | + 2' 15"   |
| 19è | Tom Van Asbroeck     | Israel Start-Up Nation             | + 2' 15"   |
| 20è | Heinrich Haussler    | Bahrain Victorious                 | + 2' 15"   |

## Llista de participants
| Alpecin-Fenix AFC | Alpecin-Fenix AFC                 | Alpecin-Fenix AFC |
| ----------------- | --------------------------------- | ----------------- |
| Núm               | Ciclista                          | Pos               |
| 1                 | Mathieu van der Poel (NED) (ruta) | 2n                |
| 2                 | Dries De Bondt (BEL) (ruta)       | 49è               |
| 3                 | Silvan Dillier (SUI)              | DNF               |
| 4                 | Jonas Rickaert (BEL)              | 90è               |
| 5                 | Oscar Riesebeek (NED)             | DNF               |
| 6                 | Gianni Vermeersch (BEL)           | 7è                |
| 7                 | Otto Vergaerde (BEL)              | DQ                |

| Deceuninck-Quick Step DQT | Deceuninck-Quick Step DQT       | Deceuninck-Quick Step DQT |
| ------------------------- | ------------------------------- | ------------------------- |
| Núm                       | Ciclista                        | Pos                       |
| 11                        | Julian Alaphilippe (FRA) (ruta) | 42è                       |
| 12                        | Kasper Asgreen (DEN) (ruta)     | 1r                        |
| 13                        | Davide Ballerini (ITA)          | DNF                       |
| 14                        | Tim Declercq (BEL)              | DNF                       |
| 15                        | Florian Sénéchal (FRA)          | 9è                        |
| 16                        | Yves Lampaert (BEL)             | 17è                       |
| 17                        | Bert Van Lerberghe (BEL)        | 75è                       |

| AG2R Citroën Team ACT | AG2R Citroën Team ACT   | AG2R Citroën Team ACT |
| --------------------- | ----------------------- | --------------------- |
| Núm                   | Ciclista                | Pos                   |
| 21                    | Greg Van Avermaet (BEL) | 3r                    |
| 22                    | Stan Dewulf (BEL)       | 50è                   |
| 23                    | Oliver Naesen (BEL)     | 33è                   |
| 24                    | Lawrence Naesen (BEL)   | DNF                   |
| 25                    | Michael Schär (SUI)     | DQ                    |
| 26                    | Damien Touzé (FRA)      | 53è                   |
| 27                    | Gijs Van Hoecke (BEL)   | DNF                   |

| Jumbo-Visma TJV | Jumbo-Visma TJV            | Jumbo-Visma TJV |
| --------------- | -------------------------- | --------------- |
| Núm             | Ciclista                   | Pos             |
| 31              | Wout van Aert (BEL)        | 6è              |
| 32              | Edoardo Affini (ITA)       | DNF             |
| 33              | David Dekker (NED)         | 93è             |
| 34              | Pascal Eenkhoorn (NED)     | 94è             |
| 35              | Timo Roosen (NED)          | 97è             |
| 36              | Nathan Van Hooydonck (BEL) | 62è             |
| 37              | Maarten Wynants (BEL)      | 92è             |

| Lotto-Soudal LTS | Lotto-Soudal LTS         | Lotto-Soudal LTS |
| ---------------- | ------------------------ | ---------------- |
| Núm              | Ciclista                 | Pos              |
| 41               | John Degenkolb (GER)     | 30è              |
| 42               | Tosh Van der Sande (BEL) | DNF              |
| 43               | Roger Kluge (GER)        | DNF              |
| 44               | Frederik Frison (BEL)    | DNF              |
| 45               | Brent Van Moer (BEL)     | DNF              |
| 46               | Florian Vermeersch (BEL) | DNF              |
| 47               | Tim Wellens (BEL)        | 25è              |

| Trek-Segafredo TFS | Trek-Segafredo TFS   | Trek-Segafredo TFS |
| ------------------ | -------------------- | ------------------ |
| Núm                | Ciclista             | Pos                |
| 51                 | Jasper Stuyven (BEL) | 4t                 |
| 52                 | Koen de Kort (NED)   | 96è                |
| 53                 | Kiel Reijnen (USA)   | DNF                |
| 54                 | Ryan Mullen (IRL)    | DNF                |
| 55                 | Mads Pedersen (DEN)  | DNF                |
| 56                 | Quinn Simmons (USA)  | DNF                |
| 57                 | Edward Theuns (BEL)  | 59è                |

| Bora-Hansgrohe BOH | Bora-Hansgrohe BOH      | Bora-Hansgrohe BOH |
| ------------------ | ----------------------- | ------------------ |
| Núm                | Ciclista                | Pos                |
| 61                 | Peter Sagan (SVK)       | 15è                |
| 62                 | Maciej Bodnar (POL)     | 104è               |
| 63                 | Marcus Burghardt (GER)  | 14è                |
| 64                 | Daniel Oss (ITA)        | 88è                |
| 65                 | Nils Politt (GER)       | 22è                |
| 66                 | Lukas Pöstlberger (AUT) | DNF                |
| 67                 | Patrick Gamper (AUT)    | DNF                |

| EF Education-Nippo EFN | EF Education-Nippo EFN         | EF Education-Nippo EFN |
| ---------------------- | ------------------------------ | ---------------------- |
| Núm                    | Ciclista                       | Pos                    |
| 71                     | Alberto Bettiol (ITA)          | 28è                    |
| 72                     | Stefan Bissegger (SUI)         | 89è                    |
| 73                     | Michael Valgren Andersen (DEN) | DNF                    |
| 74                     | Jens Keukeleire (BEL)          | DNF                    |
| 75                     | Sebastian Langeveld (NED)      | 109è                   |
| 76                     | Jonas Rutsch (GER)             | DNF                    |
| 77                     | Thomas Scully (NZL)            | DNF                    |

| Israel Start-Up Nation ISN | Israel Start-Up Nation ISN | Israel Start-Up Nation ISN |
| -------------------------- | -------------------------- | -------------------------- |
| Núm                        | Ciclista                   | Pos                        |
| 81                         | Sep Vanmarcke (BEL)        | 5è                         |
| 82                         | Jenthe Biermans (BEL)      | 26è                        |
| 83                         | Hugo Hofstetter (FRA)      | 24è                        |
| 84                         | Reto Hollenstein (SUI)     | DNF                        |
| 85                         | Guillaume Boivin (CAN)     | 98è                        |
| 86                         | Tom Van Asbroeck (BEL)     | 19è                        |
| 88                         | Alexis Renard (FRA)        | DNF                        |

| Team DSM DSM | Team DSM DSM               | Team DSM DSM |
| ------------ | -------------------------- | ------------ |
| Núm          | Ciclista                   | Pos          |
| 91           | Tiesj Benoot (BEL)         | 12è          |
| 92           | Nico Denz (GER)            | 63è          |
| 93           | Nils Eekhoff (NED)         | DNF          |
| 94           | Søren Kragh Andersen (DEN) | 58è          |
| 95           | Joris Nieuwenhuis (NED)    | DNF          |
| 96           | Nikias Arndt (GER)         | DNF          |
| 97           | Jasha Sütterlin (GER)      | DNF          |

| BikeExchange BEX | BikeExchange BEX            | BikeExchange BEX |
| ---------------- | --------------------------- | ---------------- |
| Núm              | Ciclista                    | Pos              |
| 101              | Michael Matthews (AUS)      | 21è              |
| 102              | Jack Bauer (NZL)            | 82è              |
| 103              | Luke Durbridge (AUS)        | 87è              |
| 104              | Alexander Edmondson (AUS)   | DNF              |
| 105              | Amund Grøndahl Jansen (NOR) | DNF              |
| 106              | Robert Stannard (AUS)       | 51è              |
| 107              | Luka Mezgec (SLO)           | DNF              |

| UAE Team Emirates UAD | UAE Team Emirates UAD          | UAE Team Emirates UAD |
| --------------------- | ------------------------------ | --------------------- |
| Núm                   | Ciclista                       | Pos                   |
| 111                   | Alexander Kristoff (NOR)       | 18è                   |
| 112                   | Mikkel Bjerg (DEN)             | DNF                   |
| 113                   | Sven Erik Bystrøm (NOR) (ruta) | 37è                   |
| 114                   | Ryan Gibbons (RSA) (ruta)      | 64è                   |
| 115                   | Vegard Stake Laengen (NOR)     | 105è                  |
| 116                   | Matteo Trentin (ITA)           | 57è                   |
| 117                   | Rui Oliveira (POR)             | 56è                   |

| Qhubeka Assos TQA | Qhubeka Assos TQA            | Qhubeka Assos TQA |
| ----------------- | ---------------------------- | ----------------- |
| Núm               | Ciclista                     | Pos               |
| 121               | Victor Campenaerts (BEL)     | 38è               |
| 122               | Dimitri Claeys (BEL)         | 13è               |
| 123               | Michael Gogl (AUT)           | 43è               |
| 124               | Giacomo Nizzolo (ITA) (ruta) | DNF               |
| 125               | Emil Nygaard Vinjebo (DEN)   | DNF               |
| 126               | Max Walscheid (GER)          | 27è               |
| 127               | Łukasz Wiśniowski (POL)      | 76è               |

| Astana-Premier Tech APT | Astana-Premier Tech APT | Astana-Premier Tech APT |
| ----------------------- | ----------------------- | ----------------------- |
| Núm                     | Ciclista                | Pos                     |
| 131                     | Yevgeniy Fedorov (KAZ)  | DQ                      |
| 132                     | Ievgueni Guiditx (KAZ)  | DNF                     |
| 133                     | Dmitri Grúzdev (KAZ)    | 81è                     |
| 134                     | Hugo Houle (CAN)        | 79è                     |
| 135                     | Nikita Stalnow (KAZ)    | DNF                     |
| 136                     | Artiom Zakhàrov (KAZ)   | 91è                     |
| 137                     | Benjamin Perry (CAN)    | 70è                     |

| Cofidis COF | Cofidis COF               | Cofidis COF |
| ----------- | ------------------------- | ----------- |
| Núm         | Ciclista                  | Pos         |
| 141         | Christophe Laporte (FRA)  | 11è         |
| 142         | Piet Allegaert (BEL)      | 61è         |
| 143         | Tom Bohli (SUI)           | DNF         |
| 144         | Jean-Pierre Drucker (LUX) | DNF         |
| 145         | André Carvalho (POR)      | 111è        |
| 146         | Kenneth Vanbilsen (BEL)   | DNF         |
| 147         | Jelle Wallays (BEL)       | 68è         |

| Bahrain Victorious TBV | Bahrain Victorious TBV  | Bahrain Victorious TBV |
| ---------------------- | ----------------------- | ---------------------- |
| Núm                    | Ciclista                | Pos                    |
| 151                    | Sonny Colbrelli (ITA)   | 55è                    |
| 152                    | Dylan Teuns (BEL)       | 35è                    |
| 153                    | Fred Wright (GBR)       | 112è                   |
| 154                    | Marco Haller (AUT)      | 40è                    |
| 155                    | Heinrich Haussler (AUS) | 20è                    |
| 156                    | Jonathan Milan (ITA)    | DNF                    |
| 157                    | Marcel Sieberg (GER)    | 99è                    |

| Groupama-FDJ GFC | Groupama-FDJ GFC           | Groupama-FDJ GFC |
| ---------------- | -------------------------- | ---------------- |
| Núm              | Ciclista                   | Pos              |
| 161              | Stefan Küng (SUI) (ruta)   | 44è              |
| 162              | Kevin Geniets (LUX) (ruta) | 52è              |
| 163              | Olivier Le Gac (FRA)       | 65è              |
| 165              | Tobias Ludvigsson (SWE)    | 100è             |
| 166              | Valentin Madouas (FRA)     | 39è              |
| 167              | Antoine Duchesne (CAN)     | DNF              |

| Ineos Grenadiers IGD | Ineos Grenadiers IGD   | Ineos Grenadiers IGD |
| -------------------- | ---------------------- | -------------------- |
| Núm                  | Ciclista               | Pos                  |
| 171                  | Thomas Pidcock (GBR)   | 41è                  |
| 172                  | Leonardo Basso (ITA)   | DNF                  |
| 173                  | Owain Doull (GBR)      | DNF                  |
| 174                  | Michał Gołaś (POL)     | 72è                  |
| 175                  | Ethan Hayter (GBR)     | 54è                  |
| 176                  | Luke Rowe (GBR)        | DNF                  |
| 177                  | Dylan van Baarle (NED) | 10è                  |

| Intermarché-Wanty-Gobert Matériaux IWG | Intermarché-Wanty-Gobert Matériaux IWG | Intermarché-Wanty-Gobert Matériaux IWG |
| -------------------------------------- | -------------------------------------- | -------------------------------------- |
| Núm                                    | Ciclista                               | Pos                                    |
| 181                                    | Aimé De Gendt (BEL)                    | 34è                                    |
| 182                                    | Danny van Poppel (NED)                 | 16è                                    |
| 183                                    | Wesley Kreder (NED)                    | 106è                                   |
| 184                                    | Taco van der Hoorn (NED)               | 101è                                   |
| 185                                    | Boy van Poppel (NED)                   | 74è                                    |
| 186                                    | Pieter Vanspeybrouck (BEL)             | 108è                                   |
| 187                                    | Loïc Vliegen (BEL)                     | 85è                                    |

| Movistar Team MOV | Movistar Team MOV                 | Movistar Team MOV |
| ----------------- | --------------------------------- | ----------------- |
| Núm               | Ciclista                          | Pos               |
| 191               | Iván García Cortina (ESP)         | 23è               |
| 192               | Mathias Norsgaard Jørgensen (DEN) | 45è               |
| 193               | Imanol Erviti Ollo (ESP)          | DNF               |
| 194               | Juri Hollmann (GER)               | 66è               |
| 195               | Johan Jacobs (SUI)                | 78è               |
| 196               | Lluís Mas Bonet (ESP)             | 83è               |
| 197               | Gonzalo Serrano Rodríguez (ESP)   | 67è               |

| B&B Hotels p/b KTM BBK | B&B Hotels p/b KTM BBK  | B&B Hotels p/b KTM BBK |
| ---------------------- | ----------------------- | ---------------------- |
| Núm                    | Ciclista                | Pos                    |
| 201                    | Bryan Coquard (FRA)     | DNF                    |
| 202                    | Frederik Backaert (BEL) | 102è                   |
| 203                    | Cyril Barthe (FRA)      | 48è                    |
| 204                    | Bert De Backer (BEL)    | 95è                    |
| 205                    | Jens Debusschere (BEL)  | DNF                    |
| 206                    | Jérémy Lecroq (FRA)     | DNF                    |
| 207                    | Cyril Lemoine (FRA)     | 46è                    |

| Bingoal Pauwels Sauces WB BWB | Bingoal Pauwels Sauces WB BWB | Bingoal Pauwels Sauces WB BWB |
| ----------------------------- | ----------------------------- | ----------------------------- |
| Núm                           | Ciclista                      | Pos                           |
| 211                           | Timothy Dupont (BEL)          | DNF                           |
| 212                           | Arjen Livyns (BEL)            | 31è                           |
| 213                           | Mathijs Paasschens (NED)      | 71è                           |
| 214                           | Tom Paquot (BEL)              | DNF                           |
| 215                           | Tom Wirtgen (LUX)             | DNF                           |
| 216                           | Jelle Vanendert (BEL)         | 80è                           |
| 217                           | Luc Wirtgen (LUX)             | 69è                           |

| Sport Vlaanderen-Baloise SVB | Sport Vlaanderen-Baloise SVB | Sport Vlaanderen-Baloise SVB |
| ---------------------------- | ---------------------------- | ---------------------------- |
| Núm                          | Ciclista                     | Pos                          |
| 221                          | Cedric Beullens (BEL)        | 47è                          |
| 222                          | Lindsay De Vylder (BEL)      | DNF                          |
| 223                          | Arne Marit (BEL)             | DNF                          |
| 224                          | Fabio Van den Bossche (BEL)  | 110è                         |
| 225                          | Ruben Apers (BEL)            | DNF                          |
| 226                          | Jordi Warlop (BEL)           | DNF                          |
| 227                          | Thimo Willems (BEL)          | 60è                          |

| Arkéa-Samsic ARK | Arkéa-Samsic ARK        | Arkéa-Samsic ARK |
| ---------------- | ----------------------- | ---------------- |
| Núm              | Ciclista                | Pos              |
| 231              | Warren Barguil (FRA)    | 36è              |
| 232              | Daniel McLay (GBR)      | 107è             |
| 233              | Benjamin Declercq (BEL) | DNF              |
| 234              | Matis Louvel (FRA)      | 77è              |
| 235              | Clément Russo (FRA)     | 29è              |
| 236              | Christophe Noppe (BEL)  | 103è             |
| 237              | Connor Swift (GBR)      | 73è              |

| Total Direct Énergie TDE | Total Direct Énergie TDE   | Total Direct Énergie TDE |
| ------------------------ | -------------------------- | ------------------------ |
| Núm                      | Ciclista                   | Pos                      |
| 241                      | Niki Terpstra (NED)        | 86è                      |
| 242                      | Damien Gaudin (FRA)        | 113è                     |
| 243                      | Edvald Boasson Hagen (NOR) | 84è                      |
| 244                      | Adrien Petit (FRA)         | DNF                      |
| 245                      | Geoffrey Soupe (FRA)       | DNF                      |
| 246                      | Anthony Turgis (FRA)       | 8è                       |
| 247                      | Dries Van Gestel (BEL)     | 32è                      |

| Alpecin-Fenix AFC | Alpecin-Fenix AFC                 | Alpecin-Fenix AFC |
| ----------------- | --------------------------------- | ----------------- |
| Núm               | Ciclista                          | Pos               |
| 1                 | Mathieu van der Poel (NED) (ruta) | 2n                |
| 2                 | Dries De Bondt (BEL) (ruta)       | 49è               |
| 3                 | Silvan Dillier (SUI)              | DNF               |
| 4                 | Jonas Rickaert (BEL)              | 90è               |
| 5                 | Oscar Riesebeek (NED)             | DNF               |
| 6                 | Gianni Vermeersch (BEL)           | 7è                |
| 7                 | Otto Vergaerde (BEL)              | DQ                |

| Deceuninck-Quick Step DQT | Deceuninck-Quick Step DQT       | Deceuninck-Quick Step DQT |
| ------------------------- | ------------------------------- | ------------------------- |
| Núm                       | Ciclista                        | Pos                       |
| 11                        | Julian Alaphilippe (FRA) (ruta) | 42è                       |
| 12                        | Kasper Asgreen (DEN) (ruta)     | 1r                        |
| 13                        | Davide Ballerini (ITA)          | DNF                       |
| 14                        | Tim Declercq (BEL)              | DNF                       |
| 15                        | Florian Sénéchal (FRA)          | 9è                        |
| 16                        | Yves Lampaert (BEL)             | 17è                       |
| 17                        | Bert Van Lerberghe (BEL)        | 75è                       |

| AG2R Citroën Team ACT | AG2R Citroën Team ACT   | AG2R Citroën Team ACT |
| --------------------- | ----------------------- | --------------------- |
| Núm                   | Ciclista                | Pos                   |
| 21                    | Greg Van Avermaet (BEL) | 3r                    |
| 22                    | Stan Dewulf (BEL)       | 50è                   |
| 23                    | Oliver Naesen (BEL)     | 33è                   |
| 24                    | Lawrence Naesen (BEL)   | DNF                   |
| 25                    | Michael Schär (SUI)     | DQ                    |
| 26                    | Damien Touzé (FRA)      | 53è                   |
| 27                    | Gijs Van Hoecke (BEL)   | DNF                   |

| Jumbo-Visma TJV | Jumbo-Visma TJV            | Jumbo-Visma TJV |
| --------------- | -------------------------- | --------------- |
| Núm             | Ciclista                   | Pos             |
| 31              | Wout van Aert (BEL)        | 6è              |
| 32              | Edoardo Affini (ITA)       | DNF             |
| 33              | David Dekker (NED)         | 93è             |
| 34              | Pascal Eenkhoorn (NED)     | 94è             |
| 35              | Timo Roosen (NED)          | 97è             |
| 36              | Nathan Van Hooydonck (BEL) | 62è             |
| 37              | Maarten Wynants (BEL)      | 92è             |

| Lotto-Soudal LTS | Lotto-Soudal LTS         | Lotto-Soudal LTS |
| ---------------- | ------------------------ | ---------------- |
| Núm              | Ciclista                 | Pos              |
| 41               | John Degenkolb (GER)     | 30è              |
| 42               | Tosh Van der Sande (BEL) | DNF              |
| 43               | Roger Kluge (GER)        | DNF              |
| 44               | Frederik Frison (BEL)    | DNF              |
| 45               | Brent Van Moer (BEL)     | DNF              |
| 46               | Florian Vermeersch (BEL) | DNF              |
| 47               | Tim Wellens (BEL)        | 25è              |

| Trek-Segafredo TFS | Trek-Segafredo TFS   | Trek-Segafredo TFS |
| ------------------ | -------------------- | ------------------ |
| Núm                | Ciclista             | Pos                |
| 51                 | Jasper Stuyven (BEL) | 4t                 |
| 52                 | Koen de Kort (NED)   | 96è                |
| 53                 | Kiel Reijnen (USA)   | DNF                |
| 54                 | Ryan Mullen (IRL)    | DNF                |
| 55                 | Mads Pedersen (DEN)  | DNF                |
| 56                 | Quinn Simmons (USA)  | DNF                |
| 57                 | Edward Theuns (BEL)  | 59è                |

| Bora-Hansgrohe BOH | Bora-Hansgrohe BOH      | Bora-Hansgrohe BOH |
| ------------------ | ----------------------- | ------------------ |
| Núm                | Ciclista                | Pos                |
| 61                 | Peter Sagan (SVK)       | 15è                |
| 62                 | Maciej Bodnar (POL)     | 104è               |
| 63                 | Marcus Burghardt (GER)  | 14è                |
| 64                 | Daniel Oss (ITA)        | 88è                |
| 65                 | Nils Politt (GER)       | 22è                |
| 66                 | Lukas Pöstlberger (AUT) | DNF                |
| 67                 | Patrick Gamper (AUT)    | DNF                |

| EF Education-Nippo EFN | EF Education-Nippo EFN         | EF Education-Nippo EFN |
| ---------------------- | ------------------------------ | ---------------------- |
| Núm                    | Ciclista                       | Pos                    |
| 71                     | Alberto Bettiol (ITA)          | 28è                    |
| 72                     | Stefan Bissegger (SUI)         | 89è                    |
| 73                     | Michael Valgren Andersen (DEN) | DNF                    |
| 74                     | Jens Keukeleire (BEL)          | DNF                    |
| 75                     | Sebastian Langeveld (NED)      | 109è                   |
| 76                     | Jonas Rutsch (GER)             | DNF                    |
| 77                     | Thomas Scully (NZL)            | DNF                    |

| Israel Start-Up Nation ISN | Israel Start-Up Nation ISN | Israel Start-Up Nation ISN |
| -------------------------- | -------------------------- | -------------------------- |
| Núm                        | Ciclista                   | Pos                        |
| 81                         | Sep Vanmarcke (BEL)        | 5è                         |
| 82                         | Jenthe Biermans (BEL)      | 26è                        |
| 83                         | Hugo Hofstetter (FRA)      | 24è                        |
| 84                         | Reto Hollenstein (SUI)     | DNF                        |
| 85                         | Guillaume Boivin (CAN)     | 98è                        |
| 86                         | Tom Van Asbroeck (BEL)     | 19è                        |
| 88                         | Alexis Renard (FRA)        | DNF                        |

| Team DSM DSM | Team DSM DSM               | Team DSM DSM |
| ------------ | -------------------------- | ------------ |
| Núm          | Ciclista                   | Pos          |
| 91           | Tiesj Benoot (BEL)         | 12è          |
| 92           | Nico Denz (GER)            | 63è          |
| 93           | Nils Eekhoff (NED)         | DNF          |
| 94           | Søren Kragh Andersen (DEN) | 58è          |
| 95           | Joris Nieuwenhuis (NED)    | DNF          |
| 96           | Nikias Arndt (GER)         | DNF          |
| 97           | Jasha Sütterlin (GER)      | DNF          |

| BikeExchange BEX | BikeExchange BEX            | BikeExchange BEX |
| ---------------- | --------------------------- | ---------------- |
| Núm              | Ciclista                    | Pos              |
| 101              | Michael Matthews (AUS)      | 21è              |
| 102              | Jack Bauer (NZL)            | 82è              |
| 103              | Luke Durbridge (AUS)        | 87è              |
| 104              | Alexander Edmondson (AUS)   | DNF              |
| 105              | Amund Grøndahl Jansen (NOR) | DNF              |
| 106              | Robert Stannard (AUS)       | 51è              |
| 107              | Luka Mezgec (SLO)           | DNF              |

| UAE Team Emirates UAD | UAE Team Emirates UAD          | UAE Team Emirates UAD |
| --------------------- | ------------------------------ | --------------------- |
| Núm                   | Ciclista                       | Pos                   |
| 111                   | Alexander Kristoff (NOR)       | 18è                   |
| 112                   | Mikkel Bjerg (DEN)             | DNF                   |
| 113                   | Sven Erik Bystrøm (NOR) (ruta) | 37è                   |
| 114                   | Ryan Gibbons (RSA) (ruta)      | 64è                   |
| 115                   | Vegard Stake Laengen (NOR)     | 105è                  |
| 116                   | Matteo Trentin (ITA)           | 57è                   |
| 117                   | Rui Oliveira (POR)             | 56è                   |

| Qhubeka Assos TQA | Qhubeka Assos TQA            | Qhubeka Assos TQA |
| ----------------- | ---------------------------- | ----------------- |
| Núm               | Ciclista                     | Pos               |
| 121               | Victor Campenaerts (BEL)     | 38è               |
| 122               | Dimitri Claeys (BEL)         | 13è               |
| 123               | Michael Gogl (AUT)           | 43è               |
| 124               | Giacomo Nizzolo (ITA) (ruta) | DNF               |
| 125               | Emil Nygaard Vinjebo (DEN)   | DNF               |
| 126               | Max Walscheid (GER)          | 27è               |
| 127               | Łukasz Wiśniowski (POL)      | 76è               |

| Astana-Premier Tech APT | Astana-Premier Tech APT | Astana-Premier Tech APT |
| ----------------------- | ----------------------- | ----------------------- |
| Núm                     | Ciclista                | Pos                     |
| 131                     | Yevgeniy Fedorov (KAZ)  | DQ                      |
| 132                     | Ievgueni Guiditx (KAZ)  | DNF                     |
| 133                     | Dmitri Grúzdev (KAZ)    | 81è                     |
| 134                     | Hugo Houle (CAN)        | 79è                     |
| 135                     | Nikita Stalnow (KAZ)    | DNF                     |
| 136                     | Artiom Zakhàrov (KAZ)   | 91è                     |
| 137                     | Benjamin Perry (CAN)    | 70è                     |

| Cofidis COF | Cofidis COF               | Cofidis COF |
| ----------- | ------------------------- | ----------- |
| Núm         | Ciclista                  | Pos         |
| 141         | Christophe Laporte (FRA)  | 11è         |
| 142         | Piet Allegaert (BEL)      | 61è         |
| 143         | Tom Bohli (SUI)           | DNF         |
| 144         | Jean-Pierre Drucker (LUX) | DNF         |
| 145         | André Carvalho (POR)      | 111è        |
| 146         | Kenneth Vanbilsen (BEL)   | DNF         |
| 147         | Jelle Wallays (BEL)       | 68è         |

| Bahrain Victorious TBV | Bahrain Victorious TBV  | Bahrain Victorious TBV |
| ---------------------- | ----------------------- | ---------------------- |
| Núm                    | Ciclista                | Pos                    |
| 151                    | Sonny Colbrelli (ITA)   | 55è                    |
| 152                    | Dylan Teuns (BEL)       | 35è                    |
| 153                    | Fred Wright (GBR)       | 112è                   |
| 154                    | Marco Haller (AUT)      | 40è                    |
| 155                    | Heinrich Haussler (AUS) | 20è                    |
| 156                    | Jonathan Milan (ITA)    | DNF                    |
| 157                    | Marcel Sieberg (GER)    | 99è                    |

| Groupama-FDJ GFC | Groupama-FDJ GFC           | Groupama-FDJ GFC |
| ---------------- | -------------------------- | ---------------- |
| Núm              | Ciclista                   | Pos              |
| 161              | Stefan Küng (SUI) (ruta)   | 44è              |
| 162              | Kevin Geniets (LUX) (ruta) | 52è              |
| 163              | Olivier Le Gac (FRA)       | 65è              |
| 165              | Tobias Ludvigsson (SWE)    | 100è             |
| 166              | Valentin Madouas (FRA)     | 39è              |
| 167              | Antoine Duchesne (CAN)     | DNF              |

| Ineos Grenadiers IGD | Ineos Grenadiers IGD   | Ineos Grenadiers IGD |
| -------------------- | ---------------------- | -------------------- |
| Núm                  | Ciclista               | Pos                  |
| 171                  | Thomas Pidcock (GBR)   | 41è                  |
| 172                  | Leonardo Basso (ITA)   | DNF                  |
| 173                  | Owain Doull (GBR)      | DNF                  |
| 174                  | Michał Gołaś (POL)     | 72è                  |
| 175                  | Ethan Hayter (GBR)     | 54è                  |
| 176                  | Luke Rowe (GBR)        | DNF                  |
| 177                  | Dylan van Baarle (NED) | 10è                  |

| Intermarché-Wanty-Gobert Matériaux IWG | Intermarché-Wanty-Gobert Matériaux IWG | Intermarché-Wanty-Gobert Matériaux IWG |
| -------------------------------------- | -------------------------------------- | -------------------------------------- |
| Núm                                    | Ciclista                               | Pos                                    |
| 181                                    | Aimé De Gendt (BEL)                    | 34è                                    |
| 182                                    | Danny van Poppel (NED)                 | 16è                                    |
| 183                                    | Wesley Kreder (NED)                    | 106è                                   |
| 184                                    | Taco van der Hoorn (NED)               | 101è                                   |
| 185                                    | Boy van Poppel (NED)                   | 74è                                    |
| 186                                    | Pieter Vanspeybrouck (BEL)             | 108è                                   |
| 187                                    | Loïc Vliegen (BEL)                     | 85è                                    |

| Movistar Team MOV | Movistar Team MOV                 | Movistar Team MOV |
| ----------------- | --------------------------------- | ----------------- |
| Núm               | Ciclista                          | Pos               |
| 191               | Iván García Cortina (ESP)         | 23è               |
| 192               | Mathias Norsgaard Jørgensen (DEN) | 45è               |
| 193               | Imanol Erviti Ollo (ESP)          | DNF               |
| 194               | Juri Hollmann (GER)               | 66è               |
| 195               | Johan Jacobs (SUI)                | 78è               |
| 196               | Lluís Mas Bonet (ESP)             | 83è               |
| 197               | Gonzalo Serrano Rodríguez (ESP)   | 67è               |

| B&B Hotels p/b KTM BBK | B&B Hotels p/b KTM BBK  | B&B Hotels p/b KTM BBK |
| ---------------------- | ----------------------- | ---------------------- |
| Núm                    | Ciclista                | Pos                    |
| 201                    | Bryan Coquard (FRA)     | DNF                    |
| 202                    | Frederik Backaert (BEL) | 102è                   |
| 203                    | Cyril Barthe (FRA)      | 48è                    |
| 204                    | Bert De Backer (BEL)    | 95è                    |
| 205                    | Jens Debusschere (BEL)  | DNF                    |
| 206                    | Jérémy Lecroq (FRA)     | DNF                    |
| 207                    | Cyril Lemoine (FRA)     | 46è                    |

| Bingoal Pauwels Sauces WB BWB | Bingoal Pauwels Sauces WB BWB | Bingoal Pauwels Sauces WB BWB |
| ----------------------------- | ----------------------------- | ----------------------------- |
| Núm                           | Ciclista                      | Pos                           |
| 211                           | Timothy Dupont (BEL)          | DNF                           |
| 212                           | Arjen Livyns (BEL)            | 31è                           |
| 213                           | Mathijs Paasschens (NED)      | 71è                           |
| 214                           | Tom Paquot (BEL)              | DNF                           |
| 215                           | Tom Wirtgen (LUX)             | DNF                           |
| 216                           | Jelle Vanendert (BEL)         | 80è                           |
| 217                           | Luc Wirtgen (LUX)             | 69è                           |

| Sport Vlaanderen-Baloise SVB | Sport Vlaanderen-Baloise SVB | Sport Vlaanderen-Baloise SVB |
| ---------------------------- | ---------------------------- | ---------------------------- |
| Núm                          | Ciclista                     | Pos                          |
| 221                          | Cedric Beullens (BEL)        | 47è                          |
| 222                          | Lindsay De Vylder (BEL)      | DNF                          |
| 223                          | Arne Marit (BEL)             | DNF                          |
| 224                          | Fabio Van den Bossche (BEL)  | 110è                         |
| 225                          | Ruben Apers (BEL)            | DNF                          |
| 226                          | Jordi Warlop (BEL)           | DNF                          |
| 227                          | Thimo Willems (BEL)          | 60è                          |

| Arkéa-Samsic ARK | Arkéa-Samsic ARK        | Arkéa-Samsic ARK |
| ---------------- | ----------------------- | ---------------- |
| Núm              | Ciclista                | Pos              |
| 231              | Warren Barguil (FRA)    | 36è              |
| 232              | Daniel McLay (GBR)      | 107è             |
| 233              | Benjamin Declercq (BEL) | DNF              |
| 234              | Matis Louvel (FRA)      | 77è              |
| 235              | Clément Russo (FRA)     | 29è              |
| 236              | Christophe Noppe (BEL)  | 103è             |
| 237              | Connor Swift (GBR)      | 73è              |

| Total Direct Énergie TDE | Total Direct Énergie TDE   | Total Direct Énergie TDE |
| ------------------------ | -------------------------- | ------------------------ |
| Núm                      | Ciclista                   | Pos                      |
| 241                      | Niki Terpstra (NED)        | 86è                      |
| 242                      | Damien Gaudin (FRA)        | 113è                     |
| 243                      | Edvald Boasson Hagen (NOR) | 84è                      |
| 244                      | Adrien Petit (FRA)         | DNF                      |
| 245                      | Geoffrey Soupe (FRA)       | DNF                      |
| 246                      | Anthony Turgis (FRA)       | 8è                       |
| 247                      | Dries Van Gestel (BEL)     | 32è                      |